# Referendo no Brasil em 2005
O referendo sobre a proibição da comercialização de armas de fogo e munições, ocorrido no Brasil em 23 de outubro de 2005, não aprovou o artigo 35 do Estatuto do Desarmamento (Lei 10.826 de 22 de dezembro de 2003). Tal artigo apresentava a seguinte redação: "art. 35 - É proibida a comercialização de arma de fogo e munição em todo o território nacional, salvo para as entidades previstas no art. 6º desta Lei". O referendo estava previsto e tinha, inclusive, data marcada no próprio Estatuto do Desarmamento.
Pela gravidade do assunto, a necessidade de submeter o artigo 35 a um referendo já havia sido constatada durante o projeto e desenvolvimento da lei. A sua realização foi promulgada pelo Senado Federal a 7 de julho de 2005 pelo decreto legislativo n° 780. No artigo 2º deste decreto ficava estipulado que a consulta popular seria feita com a seguinte questão: "O comércio de armas de fogo e munição deve ser proibido no Brasil?". Os eleitores puderam optar pela resposta "sim" ou "não", pelo voto em branco ou pelo voto nulo. O resultado final foi de 59 109 265 votos respondendo "não" (63,94%), enquanto 33 333 045 votaram pelo "sim" (36,06%).

## Como ocorreu a votação
O referendo funcionou praticamente como uma eleição normal. Os cidadãos votaram em suas respectivas seções eleitorais através de urnas eletrônicas. O voto foi proibido para menores de 16 anos, facultativo para pessoas de 16 a 17 anos, obrigatório para pessoas de 18 a 70 anos e facultativo para maiores de 70 anos. Ao contrário do que aconteceu no plebiscito de 1993, não foi possível votar fora de seu domicílio eleitoral. Os brasileiros que viviam no exterior não puderam participar, pois não houve votação nas representações diplomáticas brasileiras. Os residentes no Brasil que se encontravam no exterior no dia da votação foram obrigados a justificar sua ausência, junto à sua zona eleitoral, em um prazo de até 30 dias após seu retorno ao Brasil.

### Resultado
O resultado do referendo ficou distante do que indicavam as sondagens dos principais institutos de pesquisa do Brasil na semana antecede à votação. Enquanto o Ibope apontava a vitória do "não" por um placar de 55 a 45%, o Datafolha, indicava que o resultado seria de 57 a 43. Ambas as pesquisas tinham margem de erro de 2 pontos percentuais, para mais ou para menos.
Todas as capitais brasileiras deram vitória ao "não", e também a maioria das cidades com mais de 200 mil habitantes. Maceió foi, entre as capitais, onde a opção ''não'' teve sua votação mais apertada, obtendo 51,33% dos votos válidos. Já com a maior votação está Porto Alegre, a capital gaúcha, com 83,66% dos votos válidos.

### Total
|        | Não                 | Sim                 | Em Branco         | Nulos             | Comparecimento      | Abstenção           |
| ------ | ------------------- | ------------------- | ----------------- | ----------------- | ------------------- | ------------------- |
| Brasil | 59 109 265 (63,94%) | 33 333 045 (36,06%) | 1 329 207 (1,39%) | 1 604 307 (1,68%) | 95 375 824 (78,15%) | 26 666 791 (21,85%) |

### Por região
|              | Não                 | Sim                 | Em Branco       | Nulos           | Comparecimento      | Abstenção           |
| ------------ | ------------------- | ------------------- | --------------- | --------------- | ------------------- | ------------------- |
| Centro-oeste | 4 308 155 (68,60%)  | 1 971 506 (31,40%)  | 77 222 (1,20%)  | 84 354 (1,31%)  | 6 441 237 (75,38%)  | 2 103 766 (24,62%)  |
| Norte        | 4 232 295 (71,13%)  | 1 718 131 (28,87%)  | 54 106 (0,89%)  | 65 419 (1,08%)  | 6 069 951 (72,10%)  | 2 348 997 (27,90%)  |
| Nordeste     | 13 735 686 (57,51%) | 10 147 793 (42,49%) | 341 464 (1,38%) | 446 868 (1,81%) | 24 671 811 (74,78%) | 8 319 598 (25,22%)  |
| Sul          | 11 812 085 (79,59%) | 3 028 661 (20,41%)  | 184 090 (1,21%) | 157 011 (1,03%) | 15 181 847 (81,78%) | 3 382 267 (18,22%)  |
| Sudeste      | 25 021 044 (60,31%) | 16 466 954 (39,69%) | 672 325 (1,56%) | 850 655 (1,98%) | 43 010 978 (80,36%) | 10 512 163 (19,64%) |

### Por estado
| #                   | Não        | Não    | Sim       | Sim    | Em Branco | Em Branco | Nulos   | Nulos | Comparecimento | Comparecimento | Abstenção | Abstenção |
| #                   | Votos      | %      | Votos     | %      | Votos     | %         | Votos   | %     | Votos          | %              | Votos     | %         |
| ------------------- | ---------- | ------ | --------- | ------ | --------- | --------- | ------- | ----- | -------------- | -------------- | --------- | --------- |
| Acre                | 221 828    | 83,76% | 43 025    | 16,24% | 2 233     | 0,83%     | 3 328   | 1,23% | 270 414        | 69,49%         | 118 723   | 30,51%    |
| Alagoas             | 690 448    | 54,86% | 568 083   | 45,14% | 15 214    | 1,17%     | 22 757  | 1,76% | 1 296 502      | 73,05%         | 478 412   | 26,95%    |
| Amazonas            | 839 007    | 69,16% | 374 090   | 30,84% | 9 697     | 0,79%     | 12 336  | 1,00% | 1 235 130      | 73,16%         | 453 157   | 26,84%    |
| Amapá               | 181 764    | 73,48% | 65 593    | 26,52% | 1 782     | 0,71%     | 2 334   | 0,93% | 251 473        | 75,61%         | 81 116    | 24,39%    |
| Bahia               | 3 448 907  | 55,45% | 2 770 718 | 44,55% | 91 424    | 1,42%     | 140 867 | 2,18% | 6 451 916      | 72,07%         | 2 500 207 | 27,93%    |
| Ceará               | 2 090 103  | 54,70% | 1 730 922 | 45,30% | 57 806    | 1,47%     | 58 271  | 1,48% | 3 937 102      | 76,53%         | 1 207 414 | 23,47%    |
| Distrito Federal    | 695 328    | 56,83% | 528 169   | 43,17% | 16 249    | 1,29%     | 16 434  | 1,31% | 1 256 180      | 80,29%         | 308 320   | 19,71%    |
| Espírito Santo      | 952 056    | 56,38% | 736 510   | 43,62% | 28 458    | 1,64%     | 22 512  | 1,29% | 1 739 536      | 77,19%         | 513 908   | 22,81%    |
| Goiás               | 1 776 072  | 67,90% | 839 508   | 32,10% | 36 281    | 1,35%     | 41 675  | 1,55% | 2 693 536      | 74,39%         | 927 432   | 25,61%    |
| Maranhão            | 1 565 845  | 61,13% | 995 849   | 38,87% | 31 505    | 1,19%     | 48 188  | 1,82% | 2 641 387      | 70,72%         | 1 093 744 | 29,28%    |
| Minas Gerais        | 6 155 748  | 61,28% | 3 889 398 | 38,72% | 174 127   | 1,67%     | 208 241 | 2,00% | 10 427 514     | 78,28%         | 2 893 108 | 21,72%    |
| Mato Grosso do Sul  | 820 467    | 73,33% | 298 372   | 26,67% | 11 016    | 0,96%     | 12 007  | 1,05% | 1 141 862      | 75,87%         | 363 196   | 24,13%    |
| Mato Grosso         | 1 016 288  | 76,89% | 305 457   | 23,11% | 13 676    | 1,01%     | 14 238  | 1,05% | 1 349 659      | 72,78%         | 504 818   | 27,22%    |
| Pará                | 1 894 619  | 67,12% | 928 006   | 32,88% | 27 414    | 0,95%     | 31 452  | 1,09% | 2 881 491      | 72,04%         | 1 118 372 | 27,96%    |
| Paraíba             | 1 183 463  | 63,14% | 690 751   | 36,86% | 28 348    | 1,47%     | 31 481  | 1,63% | 1 934 043      | 78,34%         | 534 590   | 21,66%    |
| Pernambuco          | 2 296 510  | 54,49% | 1 918 048 | 45,51% | 64 458    | 1,48%     | 68 283  | 1,57% | 4 347 299      | 76,85%         | 1 309 371 | 23,15%    |
| Piauí               | 925 883    | 62,91% | 545 828   | 37,09% | 21 065    | 1,38%     | 33 377  | 2,19% | 1 526 153      | 76,65%         | 464 840   | 23,35%)   |
| Paraná              | 3 988 689  | 73,15% | 1 463 776 | 26,85% | 72 281    | 1,29%     | 65 217  | 1,17% | 5 589 963      | 80,45%         | 1 358 474 | 19,55%    |
| Rio de Janeiro      | 5 124 572  | 61,89% | 3 155 897 | 38,11% | 147 610   | 1,71%     | 212 872 | 2,46% | 8 640 951      | 81,17%         | 2 004 229 | 18,83%    |
| Rio Grande do Norte | 938 514    | 61,98% | 575 783   | 38,02% | 18 492    | 1,19%     | 24 354  | 1,56% | 1 557 143      | 76,99%         | 465 473   | 23,01%    |
| Rondônia            | 519 425    | 78,28% | 144 117   | 21,72% | 6 043     | 0,89%     | 6 326   | 0,94% | 675 911        | 70,83%         | 278 397   | 29,17%    |
| Roraima             | 132 928    | 85,00% | 23 453    | 15,00% | 1 079     | 0,68%     | 1 297   | 0,82% | 158 757        | 73,49%         | 57 265    | 26,51%    |
| Rio Grande do Sul   | 5 353 854  | 86,83% | 812 207   | 13,17% | 72 184    | 1,15%     | 55 090  | 0,88% | 6 293 335      | 82,88%         | 1 300 172 | 17,12%    |
| Santa Catarina      | 2 469 542  | 76,64% | 752 678   | 23,36% | 39 625    | 1,20%     | 36 704  | 1,11% | 3 298 549      | 82,01%         | 723 621   | 17,99%    |
| Sergipe             | 596 013    | 62,88% | 351 811   | 37,12% | 13 152    | 1,34%     | 19 290  | 1,97% | 980 266        | 78,68%         | 265 547   | 21,32%    |
| São Paulo           | 12 788 668 | 59,55% | 8 685 149 | 40,45% | 322 130   | 1,45%     | 407 030 | 1,83% | 22 202 977     | 81,32%         | 5 100 918 | 18,68%    |
| Tocantins           | 442 724    | 75,99% | 139 847   | 24,01% | 5 858     | 0,98%     | 8 346   | 1,40% | 596 775        | 71,15%         | 241 967   | 28,85%    |